# 哈伍德 (阿肯色州)
哈伍德（英語：Harwood）是位於美國阿肯色州奇科特縣的一個非建制地區。該地的面積和人口皆未知。

## 地理
哈伍德的座標為33°09′46″N 91°07′41″W / 33.16278°N 91.12806°W，而該地的平均海拔高度為36米（即118英尺）。